# Invitation
Invitation är debut-EP-skivan från den amerikansk-sydkoreanska sångerskan Ailee. Den släpptes den 16 oktober 2012, samma dag som Ailee släppte sin andra singel "I'll Show You". Skivan innehåller sex låtar, varav fem helt nya. Förutom de nya låtarna innehåller den även hennes debutsingel "Heaven" som också fungerar som skivans första singel. Den 7 december 2012 gavs även "Evening Sky" ut som den tredje singeln. De tre låtar på skivan som ej gavs ut som singlar framförde Ailee tillsammans med en annan sångare. Alla singlar var alltså solosånger. De artister som Ailee samarbetat med på skivan är Verbal Jint, Swings och Simon Dominic. Skivan har nått tionde plats på Gaon Charts lista över veckans mest sålda album i Sydkorea.

## Låtlista
| Nr | Titel          | Längd |
| -- | -------------- | ----- |
| 1. | I'll Show You  | 3:53  |
| 2. | Into the Storm | 3:31  |
| 3. | Evening Sky    | 3:55  |
| 4. | My Love        | 3:35  |
| 5. | Shut Up        | 3:23  |
| 6. | Heaven         | 3:38  |

## Listplaceringar
| Lista                 | Topplacering |
| --------------------- | ------------ |
| Sydkorea (Gaon Chart) | 10           |